# Сергей Ребров
Сергий Станиславович Ребров е бивш украински футболист, сега треньор. Вечен голмайстор на украинското първенство със 123 гола. С принос за класирането на националния отбор на Украйна на Мондиал 2006. Ребров е известен с играта си в Динамо Киев през 90-те години. Заедно с Андрий Шевченко формират нападателен дует.

## Кариера

### Кариера като футболист

#### Клубна кариера
Ребров е юноша на съперника на Динамо – Шахтьор Донецк. В професионалната си кариера прекарва едва една година там, преди да подпише с Динамо и да прекара осем години там. В този период Ребров изиграва 189 мача и вкарва 93 попадения. Част е от звездния отбор на Динамо Киев, достигнал до полуфинал в Шампионската лига през 1999 г. Тогава украинският отбор отстранява по пътя си Реал Мадрид с общо резултат 3:1.
Сергий Ребров вкарва решителни голове за Динамо Киев в Шампионската лига в периода 1997 – 2000 г., включително и гола му от малък ъгъл срещу Барселона. През сезон 1999 – 2000 Ребров става голмайстор на турнира с 10 гола (включително 2 в предварителните кръгове). През 2006 г. става и един от 13-те най-резултатни футболиста в Шампионската лига, вкарвайки своя 30-и гол.
През лятото на 2000 г. преминава в английския Тотнъм за сумата от 11 млн. паунда, но след уволнението на Джордж Греъм, треньор на Тотнъм става Глен Ходъл, и при него Ребров не успява да се наложи. През сезон 2003/04 играе в турския Фенербахче под наем. След сезона си при „Фенерите“, той е преотстъпен на Уест Хем, и подписва с „Чуковете“ за една година. За Уест Хем изиграва 27 мача и вкарва едва 1 гол.
След престоя си на Ъптън парк, Сергий Ребров става свободен агент и решава да се върне в родната Украйна, и от 2005 до 2008 г. играе за отбора на Динамо Киев.
През 2008 преминава в руския Рубин Казан. Там Ребров става шампион на Русия. В средата на 2009 г. е освободен от отбора и става свободен агент. Преминава проби в Арсенал Киев, но до контракт не се стига.

#### Национален отбор
За украинския национален отбор има 75 мача и 15 вкарани гола. Участва и на Световното първенство в Германия, и вкарва 1 гол срещу Саудитска Арабия. На осминафиналите реализира една от дузпите за своя тим при победата над Швейцария с 3:0 след дузпи (0:0 в редовното време). Украйна стига на 1/4 Финалите на Световното първенство, където отпада от световния шампион Италия. Това е единственото участие на Украйна на Световно първенство до днес.

### Кариера като треньор
От 2009 г. е помощник в треньорския щаб на Динамо Киев, а от 2010 до 2011 г. и в националния отбор на Украйна. През 2014 г. поема първия тим. През първия си сезон печели дубъл. През сезон 2015/16 става шампион и печил Суперкупата. След нулевия сезон 2016/17, Ребров напуска. На 1 юли 2017 г. става треньор на Ал Ахли (Саудитска Арабия).

## Успехи

### Като футболист
Динамо Киев
- Шампион на Украйна (9): 1992/93, 1993/94, 1994/95, 1995/96, 1996/97, 1997/98, 1998/99, 1999/00, 2006/07
- Носител на Купата на Украйна (7): 1992/93, 1995/96, 1997/98, 1998/99, 1999/2000, 2005/06, 2006/07
- Носител на Суперкупата на Украйна (1): 2006

 Фенербахче
- Шампион на Турция (1): 2003/04

 Рубин Казан
- Шампион на Русия (1): 2008

### Като треньор
Динамо Киев
- Шампион на Украйна (2): 2014/15, 2015/16
- Носител на Купата на Украйна (2): 2013/14, 2014/15
- Носител на Суперкупата на Украйна (1): 2016

### Индивидуални отличия
- Футболист №1 на Украйна: 1996, 1998
- Футболист на сезона на Украинската Висша Лига: 1997/98, 1999/00, 2005/06
- Голмайстор на Украинското първенство: 1997/98
- Голмайстор на Укранската Висша Лига за всички времена
- Eдин от Топ голмайсторите на Шампионската лига с над 30 гола